# Matka Boża z Akita
Matka Boża z Akita lub Matka Boża Japońska – katolicki tytuł Maryi, Matki Jezusa, związany z objawieniami maryjnymi w  Akita w Japonii w okresie od 12 czerwca 1973 do 15 września 1981.

## Objawienia
12 czerwca 1973 w klasztorze Służebnic Eucharystii w Akita w Japonii, rozpoczął się długi cykl objawień, których doświadczyła wówczas 42-letnia siostra Agnieszka Katsuko Sasagawa z zakonu Służebnic Eucharystii.
Podczas modlitwy w kaplicy klasztornej siostra Agnieszka miała wizję oślepiającego światła, wychodzącego z tabernakulum oraz adorujących go aniołów. 30 czerwca podczas modlitwy w tym samym miejscu zakonnica otrzymała na lewej dłoni krwawiący stygmat w kształcie krzyża. 6 lipca zakonnica (mimo że cierpiała na głuchotę) usłyszała głos, dobiegający z drewnianej figury Matki Bożej w kaplicy, który zapowiedział uzdrowienie zakonnicy oraz wezwał do wspólnego odmówienia modlitwy Służebnic Eucharystii.
Tego samego dnia kilka zakonnic dostrzegło czerwony płyn, sączący się z prawej dłoni figury Matki Bożej. Potem siostra Agnieszka usłyszała drugie przesłanie, które wzywało do wytrwałej modlitwy przebłagalnej za grzechy ludzkości. 29 września zniknął czerwony płyn na dłoni figury, a za to pojawiła się tłustawa substancja o zapachu kwiatów. 13 października 1974 siostra Agnieszka została uleczona z głuchoty. Wówczas usłyszała trzecie i ostatnie przesłanie, które zapowiedziało straszne kary za grzechy dla całej ludzkości oraz upadek moralny Kościoła, jeżeli ludzie nie będą okazywać skruchy za swoje grzechy. 4 stycznia 1975 z oczu figury Maryi zaczęły spływać krople przezroczystego płynu. Do 15 września 1981 to zjawisko powtórzyło się sto jeden razy. Anioł miał wyjaśnić siostrze Agnieszce, że ten płacz jest wyrazem pragnienia Matki Bożej, aby jak najwięcej ludzi nawróciło się i poświęciło Chrystusowi i Bogu Ojcu. Oprócz dwukrotnego uzdrowienia siostry Agnieszki w Akita zdarzyły się jeszcze inne uzdrowienia, uważane za nadnaturalne. Objawienia w Akita były dość dokładnie badane. Biskup Shojiro Ito w kwietniu 1984 ogłosił oficjalnie, że objawienia w Akita były nadprzyrodzone oraz zezwolił na lokalny kult Matki Bożej z Akita w diecezji Niigaty.
W Międzynarodowy Dzień Maryjny (12/13 X 2013) papież Franciszek wybrał sanktuarium w Akita, jako jedno z dziesięciu na całym świecie, do specjalnego włączenia się w ogólnoświatowe czuwanie modlitewne związane z Rokiem Wiary.